# (31039) 1996 JN
1996 جاي أن (ويعرف أيضًا باسم (31039) 1996 جاي أن وفق تسمية الكوكب الصغير) (بالإنجليزية: 1996 JN)‏ هو كويكب ضمن حزام الكويكبات؛ وترتيبه 31039 من حيث الاكتشاف.
اكتُشف هذا الجُرم الفلكي بواسطة Yasukazu Ikari ‏ في 12 مايو 1996.

## وصلات خارجية
- (31039) 1996 JN في قاعدة بيانات مختبر الدفع النفاث لأجرام النظام الشمسي الصغيرة

- الاكتشاف · مخطط المدار ·  العناصر المدارية · المعلمات المادية

- (31039) 1996 JN على موقع ويكي سكاي: DSS2, SDSS, GALEX, IRAS, Hydrogen α, X-Ray, Astrophoto, Sky Map, Articles and images